# Natação no Campeonato Mundial de Esportes Aquáticos de 2009 - 800 m livre masculino
A prova dos 800 metros livre masculino da natação no Campeonato Mundial de Esportes Aquáticos de 2009 ocorreu nos dias 28 e 29 de julho no Stadio del Nuoto em Roma.

## Recordes
Antes desta competição, os recordes mundiais e do campeonato nesta prova eram os seguintes:
| Tipo                  | Atleta        | Tempo   | Local    | Data                | Ref |
| --------------------- | ------------- | ------- | -------- | ------------------- | --- |
|                       | Grant Hackett | 7:38,65 | Montreal | 27 de julho de 2005 | ver |
| Recorde do campeonato | Grant Hackett | 7:38,65 | Montreal | 27 de julho de 2005 | ver |

## Medalhistas
| Ouro            | Prata                  | Bronze              |
| Lin Zhang (CHN) | Oussama Mellouli (TUN) | Ryan Cochrane (CAN) |

## Resultados

### Eliminatórias
Estes são os resultados das eliminatórias:
| Pos. | Atleta                   | Tempo   | Bateria | Raia | Notas           |
| ---- | ------------------------ | ------- | ------- | ---- | --------------- |
| 1    | TUN Oussama Mellouli     | 7:41.82 | 6       | 5    |                 |
| 2    | CAN Ryan Cochrane        | 7:43.61 | 6       | 4    |                 |
| 3    | ITA Federico Colbertaldo | 7:44.29 | 4       | 3    | Recorde europeu |
| 4    | GBR David Davies         | 7:45.89 | 4       | 5    |                 |
| 5    | RUS Yuriy Prilukov       | 7:46.05 | 5       | 4    |                 |
| 6    | CHN Lin Zhang            | 7:48.75 | 6       | 3    |                 |
| 7    | ESP Marco Rivera         | 7:49.09 | 6       | 6    |                 |
| 8    | USA Peter Vanderkaay     | 7:49.71 | 5       | 6    |                 |
| 9    | GER Jan Wolfgarten       | 7:50.10 | 5       | 5    |                 |
| 10   | AUS Robert Hurley        | 7:50.65 | 4       | 6    |                 |
| 11   | DEN Mads Glaesner        | 7:52.18 | 6       | 7    |                 |
| 12   | AUS Ryan Napoleon        | 7:53.92 | 5       | 2    |                 |
| 13   | TUN Ahmed Mathlouthi     | 7:55.43 | 4       | 0    |                 |
| 14   | USA Jackson Wilcox       | 7:57.09 | 5       | 8    |                 |
| 15   | BEL Tom Vangeneugden     | 7:59.16 | 6       | 1    |                 |
| 16   | ITA Samuel Pizzetti      | 7:59.67 | 4       | 4    |                 |
| 17   | GBR Richard Charlesworth | 8:00.50 | 5       | 1    |                 |
| 18   | FRO Pal Joensen          | 8:01.50 | 6       | 2    |                 |
| 19   | AUT David Brandl         | 8:02.35 | 5       | 7    |                 |
| 20   | ARG Esteban Paz          | 8:03.27 | 4       | 1    |                 |
| 21   | JPN Ryoji Sononaka       | 8:05.12 | 4       | 8    |                 |
| 22   | KOR Yonghwan Kang        | 8:05.68 | 3       | 3    |                 |
| 23   | VEN Ricardo Monasterio   | 8:08.64 | 3       | 5    |                 |
| 24   | UKR Igor Snitko          | 8:09.16 | 6       | 8    |                 |
| 25   | MEX Luis Escobar         | 8:10.26 | 1       | 1    |                 |

| Ver o restante da classificação | Ver o restante da classificação    | Ver o restante da classificação | Ver o restante da classificação | Ver o restante da classificação | Ver o restante da classificação | Ver o restante da classificação |
| Pos.                            | Atleta                             | Tempo                           | Bateria                         | Raia                            | Notas                           |                                 |
| ------------------------------- | ---------------------------------- | ------------------------------- | ------------------------------- | ------------------------------- | ------------------------------- | ------------------------------- |
| 26                              | POR Fabio Pereira                  | 8:11.60                         | 5                               | 0                               |                                 |                                 |
| 27                              | AUT Florian Janistyn               | 8:11.79                         | 4                               | 2                               |                                 |                                 |
| 28                              | UKR Oleksandr Lutchenko            | 8:12.36                         | 1                               | 2                               |                                 |                                 |
| 29                              | VEN Alejandro Gomez                | 8:13.16                         | 3                               | 2                               |                                 |                                 |
| 30                              | EGY Mohamed Farhoud                | 8:14.67                         | 6                               | 9                               |                                 |                                 |
| 31                              | CHN Tong Xin                       | 8:16.93                         | 1                               | 7                               |                                 |                                 |
| 32                              | GEO Irakli Revishvili              | 8:20.55                         | 3                               | 7                               |                                 |                                 |
| 33                              | SLO Jan Karel Petric               | 8:20.94                         | 5                               | 9                               |                                 |                                 |
| 34                              | COL Mateo De Angulo Velasco        | 8:22.12                         | 3                               | 4                               |                                 |                                 |
| 35                              | MEX Daniel Delgadillo              | 8:25.81                         | 6                               | 0                               |                                 |                                 |
| 36                              | TPE KaiWen Pan                     | 8:29.57                         | 4                               | 9                               |                                 |                                 |
| 37                              | TPE KuanTing Lin                   | 8:33.44                         | 3                               | 8                               |                                 |                                 |
| 38                              | BIH Hajder Ensar                   | 8:35.57                         | 2                               | 9                               |                                 |                                 |
| 39                              | ECU Ivan Alejandro Enderica        | 8:36.04                         | 3                               | 1                               |                                 |                                 |
| 40                              | SIN Sheng Jun Pang                 | 8:39.69                         | 2                               | 3                               |                                 |                                 |
| 41                              | CHI Roberto Penailillo Garcia      | 8:43.89                         | 3                               | 0                               |                                 |                                 |
| 42                              | SIN Clement Lim                    | 8:44.09                         | 2                               | 5                               |                                 |                                 |
| 43                              | HON Allan Gabriel Gutierrez Castro | 8:45.18                         | 2                               | 7                               |                                 |                                 |
| 44                              | KGZ Vitalii Khudiakov              | 8:54.03                         | 3                               | 9                               |                                 |                                 |
| 45                              | MLT Neil Agius                     | 8:54.06                         | 2                               | 6                               |                                 |                                 |
| 46                              | TAH Heimanu Sichan                 | 8:55.64                         | 2                               | 1                               |                                 |                                 |
| 47                              | MAC Pok Man Ngou                   | 8:56.92                         | 2                               | 2                               |                                 |                                 |
| 48                              | NCA Omar Nunez                     | 8:59.14                         | 2                               | 8                               |                                 |                                 |
| 49                              | HON Luis Andres Martorell Name     | 8:59.58                         | 2                               | 0                               |                                 |                                 |
| 50                              | TAH Vincent Perry                  | 9:11.37                         | 1                               | 4                               |                                 |                                 |
| 51                              | MNP Cooper Graf                    | 9:38.96                         | 1                               | 3                               |                                 |                                 |
| 52                              | MNP Shin Kimura                    | 9:40.57                         | 1                               | 5                               |                                 |                                 |

### Final
Estes são os resultados da final:
| Pos.              | Atleta                   | Raia | Tempo   | Notas              |
| ----------------- | ------------------------ | ---- | ------- | ------------------ |
| Medalha de ouro   | CHN Lin Zhang            | 7    | 7:32.12 | Recorde mundial    |
| Medalha de prata  | TUN Oussama Mellouli     | 4    | 7:35.27 | Recorde africano   |
| Medalha de bronze | CAN Ryan Cochrane        | 5    | 7:41.92 | Recorde da América |
| 4                 | ITA Federico Colbertaldo | 3    | 7:43.84 | Recorde europeu    |
| 5                 | GBR David Davies         | 6    | 7:44.32 | Recorde nacional   |
| 6                 | USA Peter Vanderkaay     | 8    | 7:48.44 |                    |
| 7                 | ESP Marco Rivera         | 1    | 7:49.46 |                    |
| 7                 | RUS Yuriy Prilukov       | 2    | 7:49.46 |                    |

## Novos recordes
| Tipo                  | Atleta    | Tempo   | Local | Data                | Ref |
| --------------------- | --------- | ------- | ----- | ------------------- | --- |
|                       | Lin Zhang | 7:32.12 | Roma  | 29 de julho de 2009 | ver |
| Recorde do campeonato | Lin Zhang | 7:32.12 | Roma  | 29 de julho de 2009 | ver |

Legenda
| Recorde mundial       | Recorde mundial (World record)               |                       | Recorde africano                      | Recorde africano (African) |                                           | Q | Classificado por posição (Qualified) |
| Recorde do campeonato | Recorde do campeonato (Championship record)  | Recorde da América    | Recorde da América (Americas)         | q                          | Classificado por melhor tempo (Qualified) |   |                                      |
| Melhor marca do ano   | Melhor marca do ano (World leading)          | Recorde asiático      | Recorde asiático (Asian)              | DNS                        | Não largou (Did not start)                |   |                                      |
| Recorde nacional      | Recorde nacional (National record)           | Recorde europeu       | Recorde europeu (European)            | DNF                        | Não terminou (Did not finish)             |   |                                      |
| Recorde pessoal       | Recorde pessoal do atleta (Personal best)    | Recorde da Oceania    | Recorde da Oceania (Oceania)          | DSQ / DQ                   | Desclassificado (Disqualified)            |   |                                      |
| Recorde da temporada  | Recorde da temporada do atleta (Season best) | Recorde sul-americano | Recorde sul-americano (South America) | NM                         | Sem marca (No mark)                       |   |                                      |